# Джеффрі Сакс
Джеффрі Девід Сакс (англ. Jeffrey David Sachs, нар. 5 листопада 1954 року в Детройті, США) — американський економіст. Відомий як економічний радник урядів в Латинській Америці, Східній Європі, країнах колишнього СРСР, Азії та Африці. Дж. Сакс відомий також своєю співпрацею з міжнародними організаціями у сфері боротьби з бідністю, скорочення боргу і боротьби з хворобами, особливо ВІЛ/СНІДУ в країнах, що розвиваються. Є автором багатьох статей та книг з економічної тематики.
Для вирішення економічних криз в таких країнах, як Болівія, Росія, чи Польща, рекомендував використання так званої шокової терапії. Спочатку сприяв стримуванню гіперінфляції в Болівії в 1985, через регулювання цін на бензин. Ці дії принесли йому світову популярність, тому, зокрема, його було запрошено для надання консультативної допомоги до Польщі. У 1989 Дж. Сакс у віці 35 років був призначений економічним радником «Солідарності», підготував попередній проект програми трансформації польської економіки — плану Бальцеровича. Був радником першого польського посткомуністичного  уряду в реалізації радикальних економічних реформ. План мав на меті миттєвий відхід від централізованої планованої економіки. Різкі зміни, серед іншого, призвели до закриття багатьох робочих місць, які нібито не мали шансу на конкурентоспроможність за нової системи. Президент Олександр Кваснєвський нагородив його в 1999 році Командорським Хрестом Ордена Відродження Польщі. Після проведення економічних реформ у Польщі Дж. Сакс був радником також у Югославії і Росії, де не вдалося досягти успіху, в основному, через відсутність прихильності країн Заходу і через системні прорахунки.
Джеффрі Сакс є також творцем так званої клінічної економіки (назва від схожості до клінічної медицини). Клінічна економіка заснована на всебічному і глибокому аналізі ситуації в країні таким чином, щоб діями на кожному з полів (культура, санітарні умови, охорона здоров'я, інфраструктура, модель управління, географія тощо) направити суспільство на шлях розвитку. Ця модель пропагується послідовниками (Мілтон Фрідман) шокової терапії. Постулюється, що під час політичних потрясінь або екологічної катастрофи потрібно швидко проштовхнути ринкові реформи  для відновлення економіки. Наомі Клейн критикує такі процедури, як безвідповідальні в стосунку до спровокованих ними негативних ефектів  і недемократичність цих процесів у плані здійснення реформ.
Предметом дослідження Сакса є зв'язок між рівнем здоров'я та розвитком країн, економічна географія, глобалізація, економічна трансформація, міжнародні фінансові ринки, координація міжнародної макроекономічної політики, зростання і економічний розвиток, макроекономічна політика в розвинутих країнах і в країнах, що розвиваються, а також інші економічні питання в глобальному масштабі.
У 1976 Дж. Сакс з відзнакою закінчив бакалаврат, а через два роки став магістром гарвардського Університету. У 1980 році, маючи всього 26 років, він отримав ступінь доктора філософії Гарвардського Університету. У 2007 Краківський  економічний університет присудив йому ступінь доктора honoris causa.
Дж. Сакс має блискучу академічну кар'єру. Вже в 1983 році став професором Гарвардського університету, де викладав протягом 20 років. У липні 2002 він став директором Інституту Землі (Director of The Earth Institute) Колумбійського Університету в Нью-Йорку, де він є професором відповідальним за законодавчий захист охорони здоров'я і розвитку. Він також був спеціальним радником Генерального Секретаря ООН Пан гі Муна, а раніше також Кофі Аннана, з питань Цілей Розвитку Тисячоліття (Millennium Development Goals). Дж. Сакс був також директором Проекту Тисячоліття ООН, радником Міжнародного Валютного Фонду, Світового Банку, ВООЗ та Програми Розвитку організації Об'єднаних Націй.
У книзі Кінець з убогістю. Завдання для нашого покоління  (2005), Дж. Сакс стверджуючи, що «Система державного управління в Африці погана, бо Африка бідна» (Africa's governance is poor because Africa is poor) кардинально повернув попередні широко розповсюджені припущення. За словами Сакса, завдяки відповідній політиці, масові злидні — 1,1 мільярда людей, що живуть менш ніж на 1$ в день — можуть бути ліквідовані протягом 20 років. Прикладом може служити Китай та Індія. У Китаї протягом останніх двох десятиліть вдалося вийти з бідності 300 мільйонам осіб. Ключовим елементом має бути значне збільшення міжнародної допомоги, — з 65 млрд $ в 2002 році до 195 млрд $ до 2015 року. Сакс підкреслює велике значення географії. Африка розвинута слабо і вразлива до поширення хвороб, але ці проблеми, завдяки відповідним заходам, можуть бути вирішені. Виникнення захворювань, таких як малярія можливо контролювати, а відповідна інфраструктура може бути створена. Без точного визначення цілей політична еліта і далі концентруватиметься на грабіжницькій експлуатації природних ресурсів, а інвестиції та розвиток залишаться мріями.
У той же час його часто піддають критиці, особливо з боку кейнсіанців і соціал-демократів, які оцінюють його ідеї як утопічні та такі, що лише призводять до зростання бідності в світі.
Сакс відкрито виступає на підтримку Китаю в політичних питаннях, не бажаючи засудити геноцид уйгурів. Також Сакс виступає з критикою військової підтримки України, солідаризуючись у цьому з угорським лідером Віктором Орбаном та конгресвуменом Тулсі Габбард.
Джеффрі Сакс одружений з Сонею Ерліх Сакс, яка є педіатром. Мають трьох дітей, Лізу, Ханну і Адама.